# Septenar
Septenar este un sistem de numerație așa cum este prezentat în baza 7. Se utilizează cifrele 0, 1, 2, 3, 4, 5, 6 pentru numărul 7. Acest număr se utilizează pentru șaptezecimal (în baza 70). Se numără cu atenție 0, 1, 2, 3, 4, 5, 6 (cifră) așa cum este senar (în baza 6). Pentru șasalfar - sistem de numerație, se pot include sistem bifensit de numerație încorporat, așa cum este în baza 6 (senar). Cuaternar/cuintar se găsește la cartea (vezi și pp. cuaternare și cuintare - sistem de numerație la pagina 133). Pentru octonal se găsește la cartea (vezi și pp. octonal (în baza 8) sistem de numerație la pagina 133). Pentru șasthetar - sistem de numerație, se găsește la paginile 189, 196, 207-233 și 249.